# Trump Palace Condominiums
Trump Palace Condminius este o clădire ce se află în New York City. A fost proiectată de Frank Williams. Lucrările s-au terminat în 1991.